# 芦屋市立潮見中学校
芦屋市立潮見中学校（あしやしりつ しおみちゅうがっこう）は 兵庫県芦屋市潮見町にある公立中学校である。

## 沿革
- 1979年（昭和54年）
  - 4月9日 - 第一回入学と始業の各式典挙行[1]。
  - 10月5日 - 校章入り校旗発表[1]。
  - 11月10日 - 校歌発表[1]。
- 1982年（昭和57年）
  - 4月1日 - みどり学級中学部（肢体不自由学級）設置[1]。
  - 5月28日 - 兵庫県から青少年健全育成推進モデル校に指定される(2年間）[1]。
- 1984年（昭和59年）5月18日 - 文部科学省から勤労生産学習研究推進校に指定される（2年間）[1]。
- 1988年（昭和63年）4月1日 - 情緒障害学級設置[1]。
- 1989年（平成元年）
  - 3月13日 - 校樹をサクラとした。その木を11本植樹し、「第6代潮見桜」と命名した[1]。
  - 4月1日 - 制服制鞄の改定[1]。
- 1992年（平成3年）12月2日 - コンピュータ教室完成[1]。
- 1993年（平成4年）
  - 9月9日 - 視聴覚室完成[1]。
  - 9月12日 - 第2土曜日を休業とする学校週5日制が始まる[1]。
- 1994年（平成5年）4月1日 - ボランティア活動推進協力校に指定される（3ケ年）[1]。
- 1995年（平成7年）
  - 1月17日 - 阪神・淡路大震災の影響による、液状化や、避難所の開設、遺体安置所、仮設住宅に対する対応を行った[1][2][3]。
  - 4月22日 - 第2・第4土曜日を休業とする学校週5日制が始まる[1]。
- 1996年（平成8年）
  - 1月17日 - 阪神淡路大震災復興祈念碑「凛々」設置[1]。
  - 4月1日 - 震災復興・本格的ジャッキアップ工事開始[1]。
- 1997年（平成9年）
  - 3月31日 - 震災復興記念庭園完成。同日、震災復興・本格的ジャッキアップ工事竣工[1]。
  - 4月1日 - 知的障害学級設置[1]。
  - 6月25日 - グラウンド仮設住宅全面撤去[1]。
- 1998年（平成10年）
  - 6月1日 - 創立20年と震災復興記念の両式典挙行し、有森裕子氏記念講演開催[1]。
  - 7月16日 - 創立20年・震災復興記念植樹[1]。
  - 11月2日 - 第1回地域に学ぶ「トライやる・ウイーク」実施[1]。
- 2009年（平成21年）7月 - この月から8月まで、耐震・大規模改修工事（B棟）[1]。
- 2015年（平成27年）
  - 8月27日 - C棟（給食・特別教室）オープン記念式挙行[1]。
  - 10月5日 - 給食開始[1]。
- 2016年（平成28年）4月1日 - 短焦点プロジェクターを各教室に設置[1]。
- 2018年（平成30年）9月7日 - 非常用放送設備改修工事（II期）完了[1]。
- 2019年（平成31年）1月17日 - 創立40周年・阪神淡路大震災追悼行事「朗読劇『青い空に絵をかこう』」（前田伊都子作）上演[1]。
- 2020年（令和2年）11月30日 - 校内LAN整備及び無線AP設置。
- 2021年（令和3年）3月1日 - GIGAスクール構想の推進に伴い、全生徒にiPadを貸与した[1][4]。

## 通学区域
- 若葉町、緑町、潮見町、陽光町、海洋町、南浜町、涼風町、新浜町、浜風町、高浜町[5]。
  - 芦屋市立潮見小学校の校区の全域[5]。
  - 芦屋市立浜風小学校の校区の全域[5]。

## 部活動

### 運動部
- 野球部
- ソフトテニス部
- サッカー部
- バスケットボール部
- 剣道部
- 男子卓球部
- 女子バレーボール部

### 文化部
- 吹奏楽部
- 美術部
- 技術部[6]

## 著名な出身者
- 岩本和弘 - 福井放送アナウンサー
- コヴァンサン（ザ・プラン9のメンバー） - お笑い芸人
- きょうくん（ザ・プラン9のメンバー） - お笑い芸人

## 交通
- 阪急バス「若葉町」停留所[7][8][9]から、学校正門まで、
  - のりば1（若葉町緑町行(北向き)方面行・芦屋市道芦屋浜1号線上）から、徒歩約265m・約4分。
  - のりば2（潮見町行(南向き)方面行・芦屋市道芦屋浜1号線上）から、徒歩約190m・約3分。
  - のりば3（シーサイドセンター(東向き)方面行・芦屋市道宮川大橋線上）から、徒歩約260m・約4分。

## 周辺
- 芦屋市立潮見幼稚園 - 敷地が隣接（南西側）。かつ、進学前幼稚園。
- 芦屋市立潮見公園 - 敷地が隣接（北側）。
- 芦屋市立西浜公園 - 敷地が隣接（西側）。
  - 上記以外の公園も点在。
- 芦屋市立潮見中学校 - 芦屋市道芦屋浜1号線をはさんで、敷地が隣接（南側）。
- 芦屋市フラッグフットボールスクール - 潮見中学校に隣接（西側）。
- 兵庫県住宅供給公社芦屋浜高層若葉町団地 - 芦屋市道芦屋浜1号線をはさんで、敷地が隣接（東側）。